# Themiste
Themiste is een geslacht in de taxonomische indeling van de Sipuncula (Pindawormen).
Het geslacht behoort tot de familie Themistidae. Themiste werd in 1828 beschreven door Gray.

## Soorten
Themiste omvat de volgende soorten:
- Themiste (Lagenopsis) cymodoceae
- Themiste (Lagenopsis) dehamata
- Themiste (Lagenopsis) lageniformis
- Themiste (Lagenopsis) minor
- Themiste (Lagenopsis) spinulum
- Themiste (Lagenopsis) variospinosa
- Themiste (Themiste) alutacea
- Themiste (Themiste) blanda
- Themiste (Themiste) dyscrita
- Themiste (Themiste) hennahi
- Themiste (Themiste) pyroides